# Gilduin de Saint-Victor
Gilduin, né au XIe siècle, mort en 1155, est un abbé de Saint-Victor de Paris. Devenu prieur en 1113 au départ du fondateur Guillaume de Champeaux, il mourut en 1155, après avoir développé dans son abbaye un centre intellectuel important de la renaissance du XIIe siècle.  

## Biographe
Gilduin, abbé de Saint-Victor, était originaire de Paris et fut fait abbé à cause de ses vertus et de son mérite. Il eut un démêlé avec Suger qui voulait le transférer avec ses religieux à Sainte-Geneviève. Il finit par se rendre quand on lui eut opposé la volonté du pape et surtout l'utilité de l'Église. Suger avoue qu'à la contrainte près, il fallut tout employer, sollicitations et raisons, pour amener Gilduin à céder, ce qu'il fit pour le bien général. 
Tant que la maison de Saint-Victor eut Gilduin à sa tête, la ferveur dans la piété et une grande émulation pour l'observance des règles saintes s'y maintinrent inviolablement avec l'amour de l'étude et l'application aux sciences. Il en était regardé comme le second fondateur.
Il en avait construit tous les lieux réguliers et avait habilement dépensé pour les usages et pour les besoins domestiques de sa communauté les riches donations de Louis le Gros et de l'évêque Guibert. 
Cet abbé de Saint-Victor mourut le 13 avril 1155. Sa mort avait été précieuse aux yeux des fidèles et son ancienne épitaphe dit de lui qu'il « avait passé du camp du Seigneur au palais de la gloire, chargé de trophées digne d'un éternel amour, le père, le maître et l'appui du grand ordre qu'il avait formé », celui des Victorins. Le bienheureux Achard de Saint-Victor, qui était originaire de Normandie, lui succéda.

## Rréférences

### Source de l'article
- Abbé Migne, Encyclopédie théologique, t. 54, Paris (no 799), 1864.